# Sárga tengeralattjáró
A Sárga tengeralattjáró 1968. július 17-én bemutatott egész estés brit rajzfilm, ami a Beatles együttes azonos című, illetve a Sgt. Pepper’s Lonely Hearts Club Band albumok zenéjére épül. A film filmtörténeti és rajzfilmtörténeti jelentőségű.
A film grafikai tervezője, művészeti vezetője, Heinz Edelmann által létrehozott (annak idején helytelenül) szecessziósnak nevezett látványvilág az ún. hippikorszak grafikájára és például a magyar János vitéz rajzfilmre is sok évig tartó hatást gyakorolt. 
A Sárga tengeralattjáró nem csak az animációban hozott újat, az életünket is átalakította. A legénység mi voltunk.

## A mese
Egy csodálatos zenével teli világban, Pepperlandon, végtelen a boldogság. Ezt az idillt akarja lerombolni a fasisztoid diktátor, Blue Meanies. Csapatai hatalmas sárga almákkal dermesztik meg ezt a felhőtlen világot. A kétségbeesett végső segélyhívást a Liverpoolban kószáló Ringo Starr meghallja, és összeszedi a zenekart. John, Paul, George és Ringo a sárga tengeralattjárón szürreális tengereken végighajózva eljut Pepperlandbe legyőzve a kékeket megmenti a világot a gonosz erőitől.